# Acarobythites
Acarobythites is een monotypisch geslacht van straalvinnige vissen uit de familie van naaldvissen (Bythitidae).

## Soort
- Acarobythites larsonae Machida, 2000